# Wayne Gretzky
Wayne Douglas Gretzky (født 26. januar 1961 i Brantford, Ontario, Canada) er en tidligere canadisk ishockeyspiller som var aktiv i NHL fra 1979 til 1999. Han har fået tildelt den canadiske orden Order of Canada. Han var i en kort periode (2005-2009) træner for NHL-holdet Phoenix Coyotes, som han også var medejer af. Han har tidligere været leder for det canadiske landshold ved Vinter-OL i 2002 og 2006. Han regnes som den bedste ishockeyspiller i sin æra, og af mange anses han også for at være den bedste spiller nogensinde. Derfor blev han også kendt som The Great One.
Wayne Gretzky lavede i alt 2857 point (894 mål og 1963 assists) i 1487 kampe i NHL og da han indstillede sin aktive karriere, var han indehaver af hele 61 forskellige NHL-rekorder.

## De tidlige år
Gretzkys bedsteforældre på faderens side var etniske polakker og emigrerede til Canada fra den russiske by Mogilev i det nuværende Hviderusland tidligt i det 20. århundrede. Gretzky var et sandt vidunderbarn og selvom Waynes far Walter forsøgte at give Wayne og hans søskende en normal opvækst gav Waynes ekstraordinære evner ofte anledning til jalousi fra både med- og modspillere. Gretzky spillede mod spillere der var op til 4 år ældre end ham selv. Som 10-årig scorede han 378 mål og 139 assists i 85 kampe og det var på det tidspunkt at pressen første gang skrev om det nye store talent.
Han blev den yngste spiller nogensinde ved et Junior-VM da han stillede op for Canada som 16-årig i en turnering med spillere op til 20 år. På trods af at han var langt den yngste spiller, blev han turneringens topscorer, blev valgt til all-star-holdet og blev kåret til turneringens bedste forward.

### Nr. 99
Da Gretzky som 16-årig spillede i Ontario Hockey League ville han have nummer 9 ligesom sit idol Gordie Howe, nummeret var dog optaget af en anden spiller. Træneren, Muzz MacPherson, løste situationen ved at tilbyde Wayne nummer 99.

## Starten på den professionelle karriere (WHA)
Som 17-årig skrev Gretzky en otte år lang kontrakt med Indianapolis Racers i World Hockey Association (WHA) der var en professionel liga der konkurrerede med NHL. NHL tillod ikke klubberne at skrive kontrakt med spillere under 18 år men WHA havde ikke sådan en regel. Efter blot otte kampe for Indianapolis tvang økonomiske problemer Indianapolis til at sælge Gretzky til Edmonton Oilers der på det tidspunkt også spillede i WHA. Gretzky blev solgt sammen med flere andre spillere for $700.000. Gretzky skrev en 20 år lang kontrakt med Edmonton. Han hjalp Oilers til finalen i WHA-slutspillet hvor man tabte til Winnipeg Jets. Gretzky sluttede som nr. 3 på topscorerlisten i en sæson der skulle blive Gretzkys eneste i WHA. Ligaen blev nemlig nedlagt efter sæsonen.

## NHL-karriere
Efter at WHA lukkede ned efter sæsonen 1978-79 kom Edmonton Oilers og tre andre hold fra WHA med i NHL.

### Edmonton Oilers (1979-1988)
Gretzky viste hurtigt at han kunne klare springet til den formodede bedre liga NHL. Han vandt det såkaldte Hart Memorial Trophy som gives til ligaens mest værdifulde spiller allerede i sin første sæson (et trofæ han også vandt de følgende syv sæsoner). Han blev delt topscorer (sammen med Marcel Dionne) med 137 point, hvilket stadig er rekord for en førsteårsspiller. Da Dionne scorede flere mål – 53 mod Gretzkys 51 – gik det såkaldte Art Ross Trophy til Dionne som ligaens topscorer. Det bør dog nævnes at Gretzky lavede sine 137 points i 79 kampe, mens Dionne brugte 80. Gretzky vandt heller ikke det såkaldte Calder Memorial Trophy, der gives til ligaens bedste rookie, idet hans sæson som professionel i WHA, ifølge de på det tidspunkt gældende regler, gjorde at han ikke kunne komme i betragtning. Trofæet gik i stedet til Bostons Ray Bourque.
I sin anden sæson vandt Gretzky det første af syv Art Ross trofæer i træk. Han satte rekord for flest assists i en sæson og flest points i en sæson. Han vandt desuden sit andet Hart trofæ.
I sæsonen 1981-82 slog Gretzky en rekord der havde stået i 35 år: 50 mål i 50 kampe. Oprindeligt sat af Maurice "Rocket" Richard i sæsonen 1944-45 og tangeret af Mike Bossy i 1980-81. Det lykkedes Gretzky at overgå dem begge ved at nå 50 mål i en sæson efter blot 39 spillede kampe. Mål nr. 50 kom d. 30. december 1981 i en kamp mod Philadelphia Flyers som Edmonton vandt 7-5. Målet var tillige Gretzkys femte mål i kampen. Samme sæson slog han Phil Espositos rekord på 76 mål i en sæson. Gretzky lavede 92 mål og 120 assists, en forbløffende total på 212 points i sæsonen. Dermed blev Gretzky den første og hidtil eneste spiller der har nået over 200 points i en sæson.
De følgende sæsoner forbedrede Gretzky flere af disse rekorder, så rekorden for flest assists i en sæson nu lyder på 163 (sat i 1985-86). Rekorden for flest points i en sæson blev ligeledes forbedret i sæsonen 1985-86 så den nu lyder på 215 points.
Sammen med Mark Messier, Glenn Anderson, Paul Coffey, Jari Kurri og Grant Fuhr var Gretzky en del af et stærkt ungt hold i Edmonton og efter 4 sæsoner i NHL var holdet så stærkt at det kunne kæmpe om Stanley Cup-trofæet. I 1983 nåede man finalen for første gang hvor man dog mødte overmagten i form af de på det tidspunkt dominerende New York Islanders. Året efter mødte man igen Islanders i finalen og denne gang vandt man Stanley Cuppen. Dette var den første af fem Stanley Cup-triumfer vundet indenfor 7 sæsoner.
Gretzky blev den 25. juni 1984 tildelt en Order of Canada for sit bidrag til ishockeysporten. Men da overrækkelsesceremonien altid fandt sted under ishockeysæsonen skulle der gå over 13 år før Gretzky kunne være til stede for at modtage ordenen.
Edmonton Oilers vandt Stanley Cup med Gretzky i 1984, 1985, 1987 og 1988. Man vandt endnu en gang i 1990, denne gang dog uden Gretzky på holdet.

### "Tradet" – Los Angeles Kings (1988-1996)
Den 9. august 1988 tradedes Gretzky til Los Angeles Kings, en begivenhed der ændrede NHL drastisk. Handelen vakte megen opsigt i Canada og det gik så vidt, at et ledende parlamentsmedlem opfordrede den canadiske regering til at blokere den. Gretzkys ankomst i Los Angeles var med til at profilere sporten i et område der ikke tidligere havde været et stort marked for ishockeysporten. Los Angeles Kings havde pludselig udsolgt til hjemmekampene i Great Western Forum og det lykkedes i 1989 at slå Gretzkys tidligere hold Edmonton Oilers i første runde af slutspillet. Gretzky blev det år nr. 2 på topscorerlisten efter Mario Lemieux. Han vandt dog Hart trofæet som ligaens mest værdifulde spiller endnu en gang. Mange giver Gretzky en stor del af æren for at udbrede kendskabet til sporten i områder af USA der ikke traditionelt havde den store interesse for ishockeysporten. Dette boom gjorde det muligt for NHL at udvide ligaen med adskillige hold tværs over det sydlige USA.
Det absolutte højdepunkt under Gretzkys tid i Los Angeles blev nået i 1993. Efter en sæson hvor Gretzky havde siddet udenfor med en rygskade i en lang periode – og som følge deraf for første gang ikke blev sit holds topscorer i grundspillet – kom klubben helt frem til Stanley Cup-finalen. Finalebilletten blev sikret efter at Gretzky havde scoret hattrick i den syvende og afgørende conference-finalekamp mod Toronto Maple Leafs. I finalen var Montreal Canadiens dog en for stor mundfuld og man tabte finaleserien med 4-1 i kampe.
Dette skulle vise sig at blive begyndelsen til enden på Gretzkys tid i Los Angeles. Da holdets resultater de følgende sæsoner blev dårligere og dårligere, forlangte Gretzky til sidst at blive tradet til et bedre hold.

### En kop kaffe i St. Louis (1996)
Den 27. februar efterkom klubledelsen i Los Angeles Gretzkys ønske og han blev tradet til St. Louis Blues. Han scorede i alt 38 points i 31 kampe for St. Louis og holdet var kun et overtidsmål fra at komme i conference-finalen. På trods af dette 'klikkede' det aldrig for alvor mellem Gretzky og St. Louis's anden store spiller på det tidspunkt, Brett Hull. Efter kontraktudløb skrev Gretzky den 12. juli 1996 kontrakt med New York Rangers hvor han blev genforenet med holdkammeraten fra tiden i Edmonton, Mark Messier.

### New York Rangers (1996-1999)
Gretzky sluttede sin karriere med Rangers. Han spillede tre sæsoner i New York Rangers og hjalp bl.a. Rangers til conference-finalen i 1997. Samme år, i 1997, valgte et panel af eksperter Gretzky til den bedste ishockeyspiller nogensinde.
Gretzky deltog i Vinter-OL 1998 i Nagano i Japan. Forventningerne til det canadiske hold var høje, selvom man bl.a. måtte undvære en anden af tidens helt store spillere, Mario Lemieux. OL endte som en skuffelse for canadierne idet man tabte i semifinalen til et tjekkisk hold anført af en storspillende Dominik Hasek i målet.
Gretzkys sidste NHL-kamp var den 18. april 1999 i en kamp som Rangers tabte 2-1 efter overtid til Pittsburgh Penguins. Gretzky fik en assist på Rangers' enlige mål som blev scoret af Brian Leetch. Det afgørende mål i overtiden blev scoret af Jaromir Jagr. Gretzky blev udnævnt til kampens første, anden og tredje stjerne. Foruden Gretzky har kun Maurice "The Rocket" Richard fået en sådan udmærkelse efter en slutspilskamp den 23. marts 1944 hvor Richard scorede alle Montreals fem mål i en 5-1 sejr over New York Rangers.
Da Gretzky stoppede karrieren i 1999 var han den næstsidste aktive spiller i NHL der havde spillet i WHA. Mark Messier blev den sidste.

## Færdigheder
Gretzkys sublime teknik skyldtes ifølge Gretzky selv den megen tid han brugte på træning (4-5 timer om dagen). Allerede som 16-årig blev hans evner beskrevet som magiske og det blev ofte sagt om Gretzky at han 'havde øjne i nakken'. Senere i karrieren blev Gretzky kendt for at stå bag modstandernes mål med pucken, hvorfra han med sit store overblik kunne passe pucken til en holdkammerat eller selv lynhurtigt skøjte frem foran mål og score. Derfor blev området bag mål ofte kaldt for 'Gretzkys kontor'. I Gretzkys afskedskamp var der malet et stort nr. 99 bag hvert af de to mål.
Gretzky selv mente at han ofte havde en 'fornemmelse' for hvor på isen en holdkammerat befandt sig. Denne fornemmelse gjorde at han ofte kunne aflevere pucken til en medspiller uden egentlig at se hvor medspilleren var.

## Efter karrieren
Gretzky blev optaget i Hockey Hall of Fame den 22. november 1999. Gretzky var den kun tiende spiller, der blev optaget uden at skulle vente de ellers obligatoriske tre år. Efter Gretzkys optagelse meddelte NHL at Gretzky ville blive den sidste spiller, der blev optaget inden denne ventetid på tre år. Året efter blev han optaget i IIHF's Hall of Fame. Ved NHL's All-Star kamp i 2000 blev Gretzkys trøjenummer 99 fredet i hele NHL.
Samme år blev Gretzky medejer af NHL-holdet Phoenix Coyotes og på trods af at Gretzky havde benægtet det utallige gange, blev han den 8. august 2005 Coyotes' træner. Flere spillere – deriblandt Brett Hull skrev kontrakt med Phoenix, idet de nærede et ønske om at spille for Wayne Gretzky. Hull, der ikke havde det bedste forhold til Gretzky i deres fælles tid i St. Louis, spillede kun fem kampe under Gretzkys ledelse, før han stoppede sin aktive karriere.
Den 17. december 2005 tog Gretzky orlov på ubestemt tid for at være hos sin kræftsyge mor i Brantford, Ontario. To dage senere, den 19. december tabte moderen sin kamp mod lungekræft og den 28. december vendte Gretzky tilbage til jobbet som træner for Phoenix. Han var træner indtil efteråret 2009.

## Vinter-OL
I 2002 var Gretzky leder for det canadiske landshold ved vinter-OL i Salt Lake City, USA. På trods af en ikke alt for imponerende indledning på turneringen lykkedes det Gretzky at styre sit hold til det eftertragtede OL-guld.
I 2006 var Gretzky igen leder for det canadiske landshold, denne gang i Torino, Italien. Her magtede man ikke at gentage bedriften og blev slået ud i kvartfinalen i en turnering hvor guldet gik til Sverige.
Gretzky var også blevet bedt om at styre landsholdet ved VM i ishockey 2005, men afslog pga moderens svigtende helbred.

## Væk fra isen
Gretzky er gift med den amerikanske skuespillerinde Janet Jones. De blev gift den 17. juli 1988 i Edmonton. Brylluppet blev vist live på canadisk tv. Sammen har de fem børn.
Efter ægteskabet blev Gretzky amerikansk statsborger. Dette er dog ikke ensbetydende med at han har afgivet sit canadiske statsborgerskab.
Gretzky har reklameret for utallige produkter og Forbes Magazine anslår at Gretzky i perioden 1990-98 tjente $93,8 millioner.
Gretzky har ofte markeret sig som politisk konservativ og har i USA støttet republikanerne. I 2024 deltog han sammen med sin hustru i Donald Trumps præsidentsejrsfest, hvilket har vakt en del modvilje i hans fødeland, efter at Trump truede med at indlemme Canada i USA.

## Klubskifter o.l.
- 12. juni, 1978 – Skriver kontrakt med Indianapolis Racers.

- 2. november, 1978 – Tradet af Indianapolis Racers, sammen med Eddie Mio og Peter Driscoll, til Edmonton Oilers for $700,000 og 'future considerations'.

- 9. august, 1988 – Tradet af Edmonton Oilers, med Mike Krushelnyski og Marty McSorley til Los Angeles Kings for Jimmy Carson, Martin Gelinas, Los Angeles' første runde draft-valg i 1989, 1991 og 1993 samt kontanter.

- 27. februar, 1996 – Tradet af Los Angeles Kings til St. Louis Blues for Roman Vopat, Craig Johnson, Patrice Tardif, St. Louis's 5. runde draft-valg i 1996 og St. Louis's første runde draft-valg i 1997.

- 21. juli, 1996 – Skriver kontrakt med New York Rangers.

- 18. april, 1999 – Spiller sin sidste kamp i NHL og indstiller karrieren efter 21 sæsoner i professionel ishockey, heraf de 20 i NHL.

## Statistik
| 1975-76    | Vaughan Nationals           | MetJHL | 28   | 27  | 33   | 60   | 7   | —    | —   | —  | —  | —   | —   | —   | —   | —  |
| 1976-77    | Seneca Nationals            | MetJHL | 32   | 36  | 36   | 72   | 35  | —    | —   | —  | —  | 23  | 40  | 35  | 75  | —  |
| 1976-77    | Peterborough Petes          | OHL    | 3    | 0   | 3    | 3    | 0   | —    | —   | —  | —  | —   | —   | —   | —   | —  |
| 1977-78    | Sault Ste. Marie Greyhounds | OHL    | 64   | 70  | 112  | 182  | 14  | —    | —   | —  | —  | —   | —   | —   | —   | —  |
| 1978-79    | Indianapolis Racers         | WHA    | 8    | 3   | 3    | 6    | 0   | —    | —   | —  | —  | —   | —   | —   | —   | —  |
| 1978-79    | Edmonton Oilers             | WHA    | 72   | 43  | 61   | 104  | 19  | —    | —   | —  | —  | 13  | 10  | 10  | 20  | 2  |
| 1979-80    | Edmonton Oilers             | NHL    | 79   | 51  | 86   | 137  | 21  | +15  | 13  | 1  | 6  | 3   | 2   | 1   | 3   | 0  |
| 1980-81    | Edmonton Oilers             | NHL    | 80   | 55  | 109  | 164  | 28  | +41  | 15  | 4  | 3  | 9   | 7   | 14  | 21  | 4  |
| 1981-82    | Edmonton Oilers             | NHL    | 80   | 92  | 120  | 212  | 26  | +81  | 18  | 6  | 12 | 5   | 5   | 7   | 12  | 8  |
| 1982-83    | Edmonton Oilers             | NHL    | 80   | 71  | 125  | 196  | 59  | +60  | 18  | 6  | 9  | 16  | 12  | 26  | 38  | 4  |
| 1983-84    | Edmonton Oilers             | NHL    | 74   | 87  | 118  | 205  | 39  | +76  | 20  | 12 | 11 | 19  | 13  | 22  | 35  | 12 |
| 1984-85    | Edmonton Oilers             | NHL    | 80   | 73  | 135  | 208  | 52  | +98  | 8   | 11 | 7  | 18  | 17  | 30  | 47  | 4  |
| 1985-86    | Edmonton Oilers             | NHL    | 80   | 52  | 163  | 215  | 46  | +71  | 11  | 3  | 6  | 10  | 8   | 11  | 19  | 2  |
| 1986-87    | Edmonton Oilers             | NHL    | 79   | 62  | 121  | 183  | 28  | +70  | 13  | 7  | 4  | 21  | 5   | 29  | 34  | 6  |
| 1987-88    | Edmonton Oilers             | NHL    | 64   | 40  | 109  | 149  | 24  | +39  | 9   | 5  | 3  | 19  | 12  | 31  | 43  | 16 |
| 1988-89    | Los Angeles Kings           | NHL    | 78   | 54  | 114  | 168  | 26  | +15  | 11  | 5  | 5  | 11  | 5   | 17  | 22  | 0  |
| 1989-90    | Los Angeles Kings           | NHL    | 73   | 40  | 102  | 142  | 42  | +8   | 10  | 4  | 4  | 7   | 3   | 7   | 10  | 0  |
| 1990-91    | Los Angeles Kings           | NHL    | 78   | 41  | 122' | 163  | 16  | +30  | 8   | 0  | 5  | 12  | 4   | 11  | 15  | 2  |
| 1991-92    | Los Angeles Kings           | NHL    | 74   | 31  | 90   | 121  | 34  | -12  | 12  | 2  | 2  | 6   | 2   | 5   | 7   | 2  |
| 1992-93    | Los Angeles Kings           | NHL    | 45   | 16  | 49   | 65   | 6   | +6   | 0   | 2  | 1  | 24  | 15  | 25  | 40  | 4  |
| 1993-94    | Los Angeles Kings           | NHL    | 81   | 38  | 92   | 130  | 20  | -25  | 14  | 4  | 0  | —   | —   | —   | —   | —  |
| 1994-95    | Los Angeles Kings           | NHL    | 48   | 11  | 37   | 48   | 6   | -20  | 3   | 0  | 1  | —   | —   | —   | —   | —  |
| 1995-96    | Los Angeles Kings           | NHL    | 62   | 15  | 66   | 81   | 32  | -7   | 5   | 0  | 2  | —   | —   | —   | —   | —  |
| 1995-96    | St. Louis Blues             | NHL    | 18   | 8   | 13   | 21   | 2   | -6   | 1   | 1  | 1  | 13  | 2   | 14  | 16  | 0  |
| 1996-97    | New York Rangers            | NHL    | 82   | 25  | 72   | 97   | 28  | +12  | 6   | 0  | 2  | 15  | 10  | 10  | 20  | 2  |
| 1997-98    | New York Rangers            | NHL    | 82   | 23  | 67   | 90   | 28  | -11  | 6   | 0  | 4  | —   | —   | —   | —   | —  |
| 1998-99    | New York Rangers            | NHL    | 70   | 9   | 53   | 62   | 14  | -23  | 3   | 0  | 3  | —   | —   | —   | —   | —  |
| 20 sæsoner | Total                       | NHL    | 1487 | 894 | 1963 | 2857 | 577 | +518 | 204 | 73 | 91 | 208 | 122 | 260 | 382 | 66 |

Fremhævede tal i kursiv er NHL-rekorder.

## Landsholdskarriere
Spillede for Canada i:
- 1978 Junior-VM (bronzemedalje)
- 1981 Canada Cup (sølvmedalje)
- 1982 VM (bronzemedalje)
- 1984 Canada Cup (guldmedalje)
- 1987 Canada Cup (guldmedalje)
- 1991 Canada Cup (guldmedalje)
- 1996 World Cup of Hockey (sølvmedalje)
- 1998 OL (udenfor medalje)

Landsholdsstatistik
| År         | Hold          | Begivenhed |    | K  | M  | A   | Pts | Udv. |
| ---------- | ------------- | ---------- | -- | -- | -- | --- | --- | ---- |
| 1978       | Canada        | JVM        | 6  | 8  | 9  | 17  | 2   |      |
| 1981       | Canada        | CC         | 7  | 5  | 7  | 12  | 2   |      |
| 1982       | Canada        | VM         | 10 | 6  | 8  | 14  | 0   |      |
| 1984       | Canada        | CC         | 8  | 5  | 7  | 12  | 2   |      |
| 1987       | NHL All-Stars | RV-87      | 2  | 0  | 4  | 4   | 0   |      |
| 1987       | Canada        | CC         | 9  | 3  | 18 | 21  | 2   |      |
| 1991       | Canada        | CC         | 7  | 4  | 8  | 12  | 2   |      |
| 1996       | Canada        | WCH        | 8  | 3  | 4  | 7   | 2   |      |
| 1998       | Canada        | OL         | 6  | 0  | 4  | 4   | 2   |      |
| Int. Total | Int. Total    | Int. Total | 63 | 34 | 69 | 103 | 14  |      |

## Trofæer og priser
- Art Ross Memorial Trophy 10 gange (1981, 1982, 1983, 1984, 1985, 1986, 1987, 1990, 1991, 1994)
- Conn Smythe Trophy 2 gange (1985, 1988)
- Hart Memorial Trophy 9 gange (1980, 1981, 1982, 1983, 1984, 1985, 1986, 1987, 1989)
- Lady Byng Memorial Trophy 5 gange (1980, 1991, 1992, 1994, 1999)
- Lester B. Pearson Award 5 gange (1982, 1983, 1984, 1985, 1987)
- Lester Patrick Trophy: 1 gang (1994)
- Stanley Cup 4 gange (1984, 1985, 1987, 1988)

## Rekorder
Da Gretzky stoppede karrieren den 18. april 1999, var han indehaver af hele 61 officielle NHL-rekorder, alene eller delt. Heraf var de 40 grundspilsrekorder, 15 playoffrekorder og 6 All Star-kamprekorder.

## Officielle rekorder
Her følger en komplet liste over Gretzkys officielle rekorder på tidspunktet for hans karriere-stop:

### Rekorder i grundspillet (40)
1. Flest mål: 894 i 1487 kampe
2. Flest mål, inkl. playoff: 1016 i 1487 grundspilskampe og 208 slutspilskampe
3. Flest mål, én sæson: 92 i 1981–82, (80 kampe)
4. Flest mål, én sæson, inkl. slutspil: 100 i 1983–84, 87 mål i 74 grundspilskampe og 13 mål i 19 slutspilskampe
5. Flest mål, 50 kampe fra start af sæson: 61 i 1981–82 (7. oktober, 1981 til 22. januar, 1982, 80 kampe) og 1983–84 (5. oktober, 1983 til 25. januar, 1984), 80 kampe
6. Flest mål, én periode: 4 (delt med 10 andre spillere) 18. februar, 1981
7. Flest assists: 1,963
8. Flest assists, inkl. slutspil: 2,223
9. Flest assists, én sæson: 163 i 1985–86, 80 kampe
10. Flest assists, én sæson, inkl. slutspil: 174 i 1985–86, 163 assists i 80 grundspilskampe og 11 assists i 10 slutspilskampe
11. Flest assists, én kamp: 7 (delt med Billy Taylor) Gretzky har præsteret dette tre gange -- 15. februar 1980; 11. december 1985; 14. februar 1986
12. Flest assists, én kamp (udebane): 7 (delt med Billy Taylor) 11. december 1985.
13. Flest points: 2857 i 1485 kampe (894 mål, 1963 assists)
14. Flest points, inkl. slutspil: 3239 i 1485 grundspilskampe og 208 slutspilskampe. (1016 mål, 2223 assists)
15. Flest points, én sæson: 215 i 1985–86, 80 kampe (52 mål, 163 assists)
16. Flest points, én sæson, inkl. slutspil: 255 i1984–85; 208 points i 80 grundspilskampe og 47 points i 18 slutspilskampe
17. Flest assists i overtid, karriere: 15
18. Flest mål af en center, karriere: 894
19. Flest mål af en center, én sæson: 92 i 1981–82, 80 kampe
20. Flest assists af en center, karriere: 1,963
21. Flest assists af en center, én sæson: 163 i 1985–86, 80 kampe
22. Flest points af en center, karriere: 2,857
23. Flest points af en center, én sæson: 215 i 1985–86, 80 kampe
24. Flest assists i én kamp af en spiller i sin første sæson: 7 15. februar, 1980
25. Højeste mål-per-kamp gennemsnit, én sæson: 1,18 i 1983–84, 87 mål i 74 kampe
26. Højeste assists-per-kamp gennemsnit, karriere (300 kampe min.): 1,321 -- 1963 assists i 1485 kampe
27. Højeste assists-per-kamp gennemsnit, én sæson: 2,04 i 1985–86, 163 assists i 80 kampe
28. Højeste points-per-kamp gennemsnit, én sæson (blandt spillere med 50 points eller derover): 2,77 i 1983–84, 205 points i 74 kampe
29. Flest sæsoner med 40 mål eller derover: 12 i 20 sæsoner
30. Flest sæsoner i træk med 40 mål eller derover: 12 fra 1979–80 til 1990–91
31. Flest sæsoner med 50 mål eller derover: 9 (delt med Mike Bossy)
32. Flest sæsoner med 60 mål eller derover: 5 (delt med Mike Bossy)
33. Flest sæsoner i træk med 60 mål eller derover: 4 from 1981–82 to 1984–85
34. Flest sæsoner med 100 points eller derover: 15
35. Flest sæsoner i træk med 100 points eller derover: 13 fra 1979–80 til 1991–92
36. Flest kampe med tre mål eller derover, karriere: 50 -- 37 gange 3 mål; 9 gange 4 mål; 4 gange 5 mål
37. Flest kampe med tre mål, én sæson: 10 (opnået to gange) i 1981–82 og 1983–84
38. Flest kampe i træk med min. én assist: 23 kampe i 1990–91, i alt 48 assists i løbet af de 23 kampe
39. Flest kampe i træk med min. ét point: 51 kampe i 1983–84 (5. oktober, 1983 til 28. januar, 1984, 61 mål og 92 assists, i alt 153 points)
40. Flest kampe i træk med min. ét point fra starten af en sæson: 51 i 1983–84; 61 mål og 92 assists, i alt 153 points (5. oktober, 1983 til 28. januar, 1984)

### Slutspilsrekorder (15)
1. Flest slutspilsmål, karriere: 122
2. Flest slutspilsassists, karriere: 260
3. Flest assists i ét slutspil: 31 i 1988 (19 kampe)
4. Flest assists i en slutspilsserie (ikke finale): 14 (delt med Rick Middleton) i 1985 Conferencefinale (seks kampe mod Chicago)
5. Flest assists i Stanley Cup finaleserie: 10 i 1988 (fire kampe, plus afbrudt kamp mod Boston)
6. Flest assists i en slutspilskamp: 6 (delt med Mikko Leinonen) d. 9. april, 1987
7. Flest assists, én slutspilsperiode: 3 -- Tre assister af én spiller i én periode er opnået i alt 70 gange. Gretzky har præsteret dette 5 gange
8. Flest points, karriere: 382 -- 122 mål og 260 assists
9. Flest points, ét slutspil: 47 i 1985 (17 mål og 30 assists i 18 kampe)
10. Flest points i én Stanley Cup finaleserie: 13 i 1988; 3 mål og 10 assists (fire kampe plus afbrudt kamp mod Boston)
11. Flest points, én slutspilsperiode: 4 (delt med 9 andre spillere)
12. Flest mål i undertal (short-handed), ét slutspil: 3 (delt med 5 andre spillere) 1983
13. Flest mål i undertal (short-handed) én slutspilskamp: 2 (delt med 8 andre spillere) 6. april, 1983
14. Flest afgørende mål (Game Winning Goals) i slutspil, karriere: 24
15. Flest kampe med 3 eller flere mål: 10 (8 gange 3 mål, 2 gange 4 mål)

### All Star-rekorder (6)
1. Flest All Star-mål: 13 (i 18 kampe)
2. Flest All Star-mål, én kamp: 4 (delt med 3 spillere) 1983 Campbell Conference
3. Flest All Star-mål, én periode: 4 1983 Campbell Conference, tredje periode
4. Flest All Star-assists: 12 (delt med 4 andre spillere)
5. Flest All Star-points: 25 (13 mål og 12 assists i 18 kampe)
6. Flest All Star-points, én periode: 4 (delt med Mike Gartner og Adam Oates) 1983 Campbell Conference, tredje periode (fire mål)

## Rekorder (opdatering)
Siden Gretzky stoppede karrieren har han mistet to rekorder og fået én ny rekord, således at han p.t. er indehaver af 60 officielle NHL-rekorder.
- Gretzkys rekord på 15 assister i overtid i grundspillet er blevet overgået af tre spillere: Nicklas Lidström (16), Adam Oates (17), og Mark Messier (18).
- Både Ray Bourque (13) og Mark Messier (14) har overgået Gretzkys rekord (12) for flest assister i All Star-kampe.
- Wayne Gretzky sluttede karrieren med et pointgennemsnit på 1,921 points per kamp. Kun Mario Lemieux, der på det tidspunkt havde stoppet karrieren, havde et bedre gennemsnit end Gretzky. Lemieux genoptog siden karrieren i sæsonen 2000-01 og spillede til og med sæsonen 2005-06. Lemieux's gennemsnit faldt i denne periode til 1,883 før han atter en gang stoppede karrieren midtvejs i 2005–06 sæsonen. Dermed tilfalder rekorden Gretzky.

## Uofficielle rekorder
Udover Gretzkys utallige officielle rekorder er han også indehaver af mange uofficielle rekorder. Disse rekorder er at betragte som 'rigtige' rekorder, men de anerkendes ikke af den såkaldte 'NHL Official Guide and Record Book'. Her følger nogle af hans uofficielle rekorder.
- Yngste spiller der scorer 50 mål i én sæson (19 år og to måneder).
- Flest points af en NHL-spiller i sit første år i ligaen: 137. Gretzky blev ikke betragtet som en rookie i sit første år, så den officielle rookie-rekord tilhører Teemu Selänne med 132.
- Flest assists af en NHL-spiller i sit første år: 86. Rookie-rekorden deles af Peter Stastny og Joe Juneau med 70 assists.
- Flest sæsoner med 200 points eller derover: 4. NHL har en officiel rekord for flest sæsoner med 100 points eller flere (indehaves af Gretzky), men ikke en officiel rekord for flest sæsoner med 200 points eller derover, formentlig fordi Gretzky er den hidtil eneste spiller der har præsteret dette.
- Flest sæsoner i træk med 200 points eller derover: 3.
- Flest sæsoner med 70 mål eller derover: 4. NHL har en rekord for flest sæsoner med 60 mål eller derover, men ikke 70. Dette kan undre, idet mange spillere har præsteret at score 70 mål i én sæson. Eksempelvis har Brett Hull scoret 70 mål tre gange.
- Flest sæsoner i træk med 70 mål eller derover: 4.
- Flest sæsoner med 80 mål eller derover: 2.
- Flest sæsoner med 90 mål eller derover: 1. Gretzky er den eneste spiller der har præsteret dette.
- Hurtigst til 50 mål: 50 mål i 39 kampe. Det kan overraske at dette ikke er en officiel rekord da denne rekord ofte bliver fremhævet som den af Gretzkys rekorder der vil blive sværest at slå. NHL har en officiel rekord for flest mål på 50 kampe, men ikke en for at være hurtigst til 50 mål.
- Hurtigst til 100 points: 34 kampe i 1983–84.
- Flest sæsoner med et gennemsnit på over 2 points per kamp: 10. Mario Lemieux præsterede dette 6 gange.
- Flest sæsoner med 100 assists eller derover: 11.
- Flest sæsoner i træk med 100 assists eller derover: 11.
- Flest assists i grundspillet i NHL og WHA: 2027.
- Flest points i grundspillet i NHL og WHA: 2967.
- Flest mål i NHL og WHA: 1072 (ét mere end Gordie Howe).
- Flest assists (grundspil og slutspil) NHL og WHA: 2297.
- Flest points (grundspil og slutspil) NHL og WHA: 3369.
- Flest MVP-trofæer (Hart Trophy): 9.
- Flest sæsoner som topscorer i NHL (Art Ross Trophy): 10.
- Største vindermargin i topscorerlisten: 79 points (i 1983–84).
- Flest sæsoner som sit holds topscorer: 19.
- Flest officielle NHL-rekorder: 61 da han stoppede karrieren, lige nu 60.

Dette er blot nogle af Gretzkys uofficielle rekorder. Listen inkluderer ikke en anden slags rekorder, dem man kan kalde "milepælsrekorder". Af dem kan nævnes:
- Hurtigst til 200 mål (242 kampe)
- Hurtigst til 500 mål (575 kampe)
- Hurtigst til 600 mål (718 kampe, én kamp færre end Mario Lemieux)
- Hurtigst til 700 mål (886 kampe)
- Hurtigst til 1000 points (424 kampe)